# 曼迪普·辛格
曼迪普·辛格（Mandeep Singh，1995年1月25日—），印度男子曲棍球运动员，2018年亚洲运动会男子曲棍球铜牌得主、2020年夏季奥运会男子曲棍球铜牌得主、2022年亚洲运动会男子曲棍球金牌得主。